# Burton Pidsea
Burton Pidsea är en ort och civil parish i Storbritannien.   Den ligger i kommunen East Riding of Yorkshire och riksdelen England, i den sydöstra delen av landet, 250 km norr om huvudstaden London. Burton Pidsea ligger 8 meter över havet och antalet invånare är 944.
Terrängen runt Burton Pidsea är mycket platt. Runt Burton Pidsea är det ganska tätbefolkat, med 139 invånare per kvadratkilometer. Närmaste större samhälle är Kingston upon Hull, 15,1 km väster om Burton Pidsea. Trakten runt Burton Pidsea består till största delen av jordbruksmark.